# Умирая в себе
«Умирая в себе» (англ. Dying Inside) — фантастический роман американского писателя Роберта Силверберга. Впервые опубликован в 1972. Роман номинировался на премию Небьюла в 1972 и Хьюго и Локус в 1973 годах.

## Публикация
Первоначально роман публиковался в американском научно-фантастическом журнале Galaxy Science Fiction в период с июля по сентябрь 1972 года.

## Сюжет
Главный герой произведения, Дэвид Селиг — ничем не примечательный мужчина проживающий в Нью-Йорке. Дэвид от рождения обладает телепатическим даром, позволяющим ему читать мысли других людей, однако вместо того, чтобы использования свои способности на благо, Дэвид растрачивает свою силу на собственные нужды. В начале романа Дэвид занимается написание отчётов и эссе для студентов, читая их мысли.
Со временем сила Селига становится слабее и слабее, а иногда и пропадает вовсе и Дэвид пытается всячески её сохранить, поскольку уже зависим от неё.
В романе описывается несколько важных историй из жизни Дэвида, таких как отношение с другим телепатом, Томом Найквистом, или его напряженные отношения со сводной сестрой, которая не доверяла ему, поскольку знала о его способностях, и о трудностях личных отношений на фоне своих способностей.

## Критика
Майкл Дирда в рецензии на переиздание 2009 года для The Washington Post охарактеризовал роман как:

Этот великолепный роман об обычной человеческой печали, великом потрясении среднего возраста — о признании того, что мы все умираем внутри и о том что мы должны столкнуться с окончательным исчезновением человека, которым мы были.
Оригинальный текст (англ.)This is a superb novel about a common human sorrow, that great shock of middle age -- the recognition that we are all dying inside and that all of us must face the eventual disappearance of the person we have been.
— The Washington Post
Тед Джойя для Conceptual Fiction написал:

Вопросы старения и упадка, зрелости и изящества — редко затрагиваемые в любой популярной художественной литературе и, за некоторыми исключениями (например «Цветы для Элджернона»), почти полностью игнорируются в научной фантастике — являются здесь ключевыми темами. Они сделаны настолько ловко и живо, что невольно возникает вопрос о связи между персонажем Дэвидом Селигом и автором Робертом Силвербергом.
Оригинальный текст (англ.)Issues of aging and decline, maturity and grace--rarely dealt with in any popular fiction, and with a few exceptions (such as Flowers for Algernon) almost completely neglected in sci-fi--are the key themes at work here. They are handled so deftly and vividly that one inevitably wonders about the connections between David Selig the character and Robert Silverberg the author.
— Conceptual Fiction
Сам Силверберг охарактеризовал его как «такой же приземлённый по своей структуре, как и любой роман, который я когда-либо писал».

## Награды и номинации

### Лауреат
- 1973 — Специальная награда за писательское мастерство мемориальной премии Джона Кэмпбелла.
- 1987 — Премия Лазара Комарчича в номинации «Зарубежный роман».
- 1988 — Премия альманаха «Gigamesh» в номинации «Научная фантастика — Роман (США)».

### Номинант
- 1972 — Премия «Небьюла» за лучший роман.
- 1973 — Премия «Хьюго» за лучший роман.
- 1973 — Премия «Локус» за лучший роман.
- 1973 — Дитмар в номинации «Зарубежная фантастика».

## Переводы
Роман трижды переводили на русский язык: В. Гриценко («Умирающий изнутри», 1993), А. Кириченко («Умирая в себе», 2001), А. А. Щербаков («Смерть во мне самом», 2001, вышел посмертно).